# Гугнинская станица
Гугнинская станица – одна из старейших Донских станиц. Располагалась на разных берегах Дона. Сначала, как станица, входила в состав Второго Донского округа Области Войска Донского, а затем, как хутор Старо-Гугнинский и Гугнинский, в Баклановскую станицу (юрт) Первого Донского округа.
В книге Венкова А.В. "Гроза Кавказа. Жизнь и подвиги генерала Бакланова" сказано, что первое упоминание Гугнинского городка встречается в "Походном журнале Петра I за 1696 год", но по факту в этом журнале упоминания не оказалось.
Не следует путать с Баклановской станицей (бывший хутор Колодезный), Ново-Цимлянской станицей (бывшая Генерал-Ефремовская станица и хутор Старо-Баклановский).
Станица Гугнинская неоднократно меняла свое расположение и название. По некоторым сведениям получила свое название от первого яицкого атамана Василия Гугни, который был выходцем из донских казаков.

## Расположения и переименования
Первое: На левом берегу Дона и правой стороне его притока, который назывался Старый Дон. Примерно там, где на старых картах показано урочище Караички.

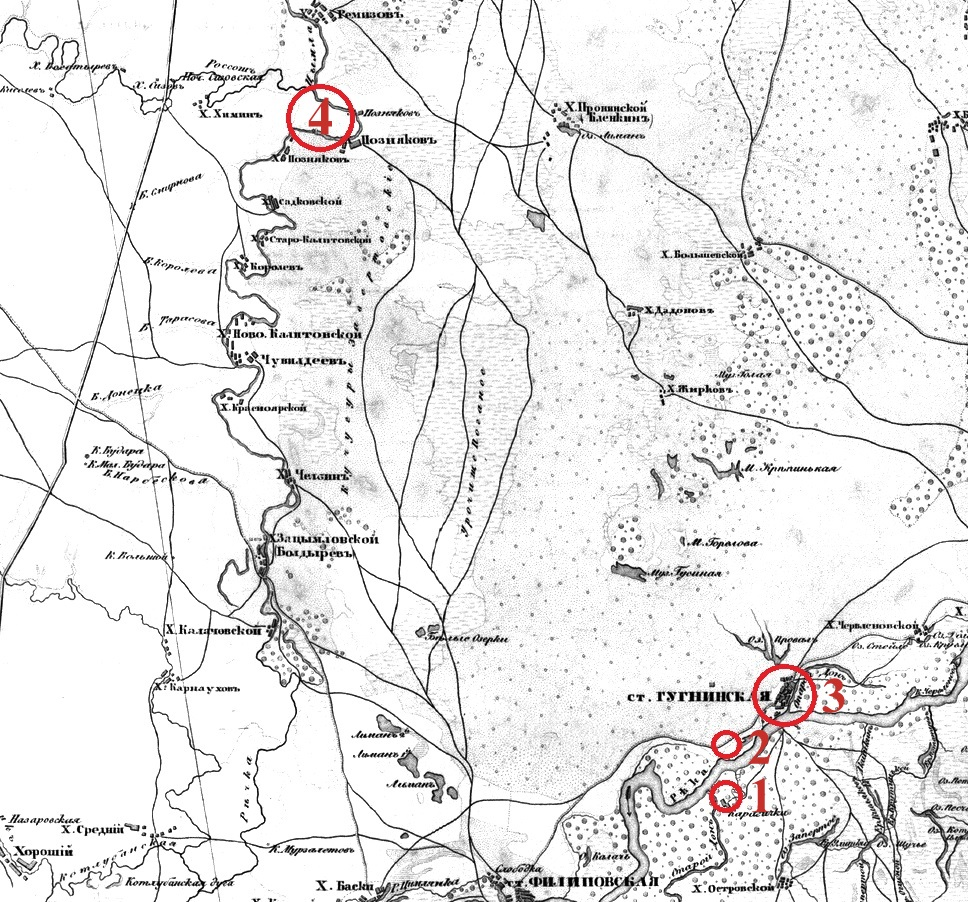
Места расположения станицы Гугнинской на карте Шуберта 1870-х годов.

Второе: На правом берегу Дона, на три версты севернее прежнего места расположения.
Третье: На правом берегу Дона, на месте где станица показана на всех картах 18-19 века. Место было не удобное, окруженное наступающими на станицу песками.
Четвертое: 31 июля 1869 года военный совет РИ постановил переселить станицу Гугнинскую на новое более удобное место, на правый берег реки Цимлы, там, где в нее впадает река Россошь, на юртовую землю Филипповской станицы. 

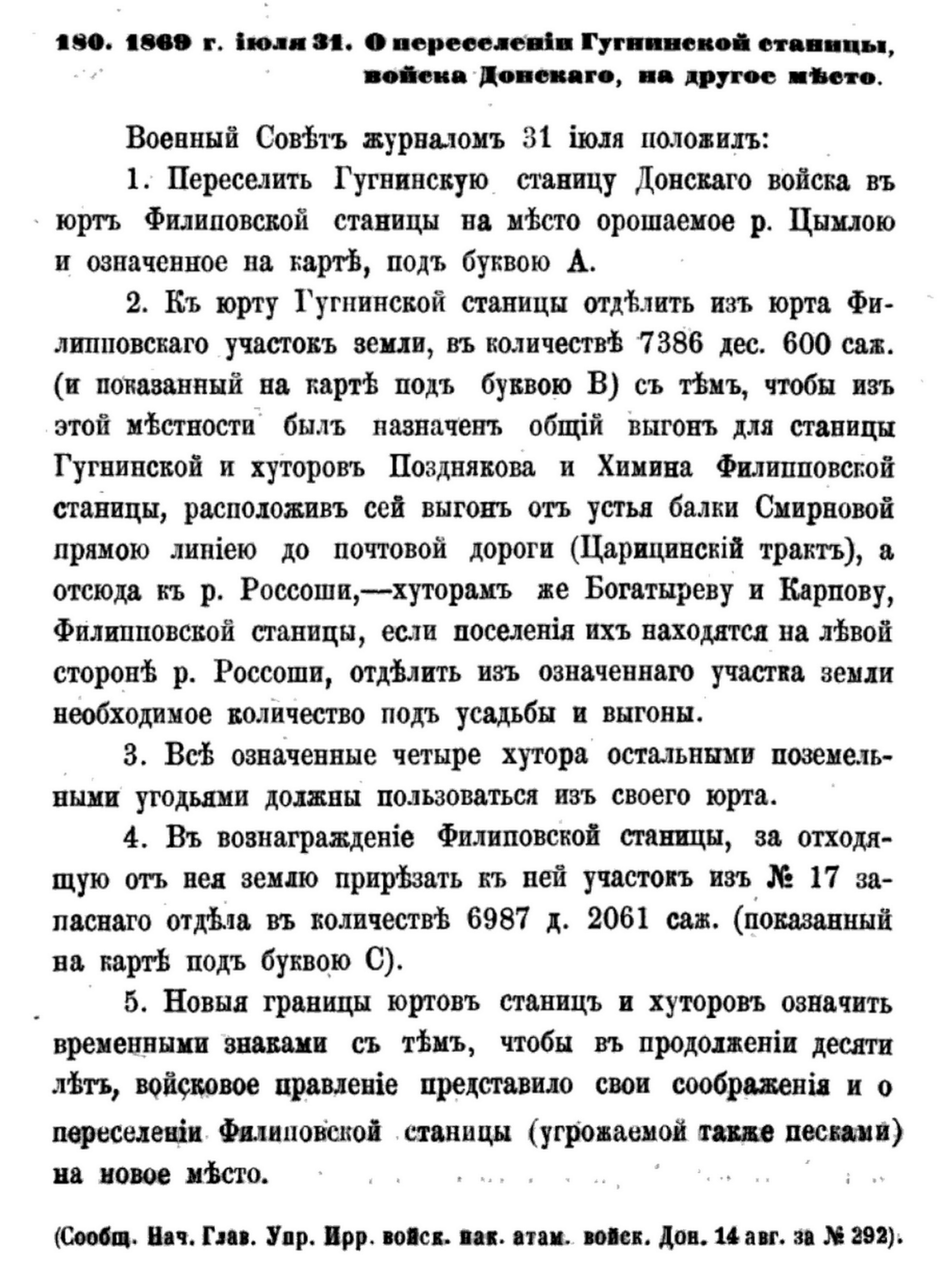
Постановление о переселении Гугнинской станицы, 1869 год

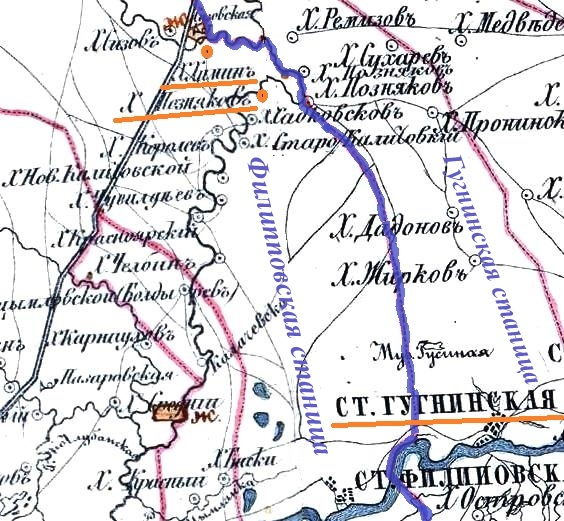
Юртовые границы на карте 1865 года

И только 4 марта 1875 года указом Императора Александра II станица Гугнинская переименовано в Ново-Цимлянскую, а 13 декабря 1877 года Император снова переименовал Ново-Цимлянскую в Баклановскую.
В 20 веке станичное правление Баклановской станицы было перенесено в хутор Колодезный на левый берег Дона, а прежняя Баклановская (на Цимле) стала называться хутором Старо-Баклановским, а затем снова стала станицей, но под названием Генерал-Ефремовская и отделилась от Баклановской в собственный юрт с несколькими хуторами.
Станица Гугнинская переселялась постепенно, некоторое время на прежнем месте оставались жители. Это поселение получило название хутор Старо-Гугнинский или просто Гугнинский. Со временем он все интенсивнее заносился песками и к 1920-м годам исчез совсем. Само место в начале 1950-х затоплено вновь созданным Цимлянским водохранилищем.
В 1897 году, по итогам переписи, в хуторе Старо-Гугнинском проживало всего 5% казаков, остальное население составляли крестьяне-земледельцы и калмыки-скотоводы.

## Церковь
Церковь Казанской иконы Божией Матери построена в 1766 г. на средства прихожан. Деревянная, с такой же колокольней. Однопрестольная. В 1848 г. церковь была отремонтирована. В 1873 г. старая деревянная станичная церковь была так же перенесена на новое место поселения в будущую станицу Ново-Цимлянскую. Работы были осуществлены за счет станичных сумм, кошельковых сумм церкви и пожертвований.
В 1830-х годах генерал Ефремов после возвращения с военной службы, подарил местной церкви дорогую икону, стоимостью 15000 рублей с изображением Спасителя, несущего крест на Голгофу. Так же им были подарены два золотых сосуда, два богато украшенных евангелия, два золотых наперсных креста и многое другое богатое церковное убранство. Все это сгорело в 1876 году, когда временно хранилось в церкви хутора Позднякова, пока Казанская церковь переезжала на новое место в станицу Ново-Цимлянскую.
На старом месте примерно в 1890-м была построена часовня, приписанная к церкви Филипповской станицы.  Рядом с часовней до 1911 года находилась могила генерала Ефремова И.Е. 

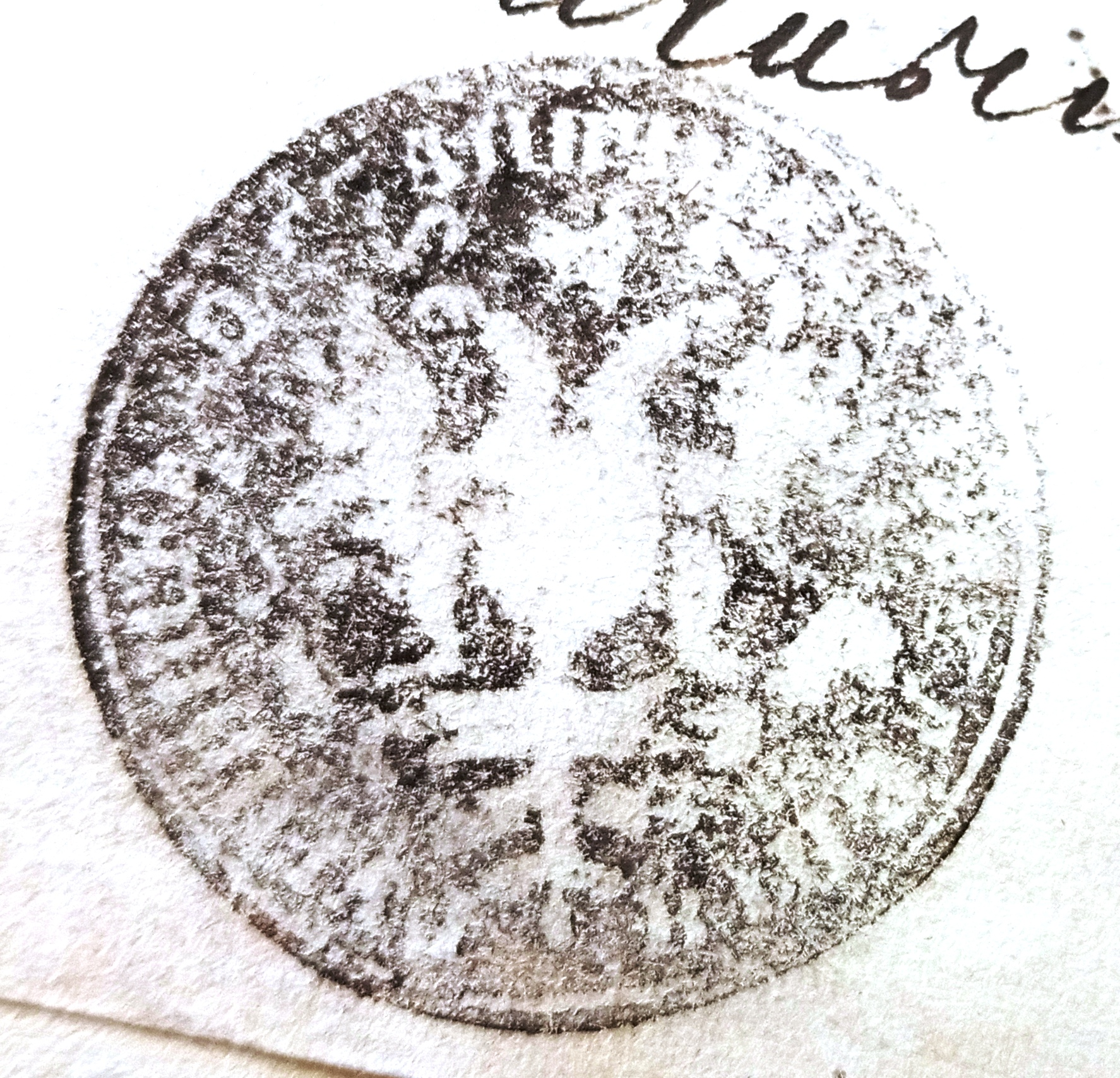
Печать Гугнинской станицы

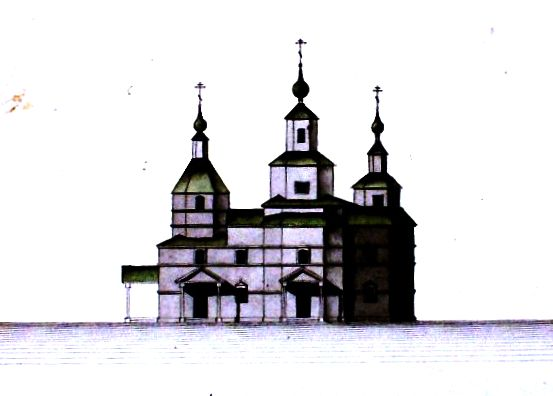
Храм в ст.Гугнинской

## История
Из очерка донского краеведа Ивана Сулина в 1894 году:
Баклановская станица, называвшаяся прежде Гугнинскою, расположена на правом берегу реки Цымлы, на месте ровном и песчаном. Это одна из бедных и малонаселенных станиц области войска Донского; находится в 102 верстах от Окружной станицы.
Прежде станица эта находилась на левой стороне Дона и на правой стороне притока реки Дона, называемого в настоящее время старым Доном, в урочище "Зимовной", потом, по преданию, в царствование Петра Великого станица переселилась с прежнего своего места к северу версты на три в урочище "Яблочное", на Терентьев бугор, по правую сторону Дона, называемого теперь старым Доном; отсюда, неизвестно в каком году, она перешла туда, где теперь стоит хутор Старогугнинский.
Увеличение окружавших станицу песков принудило её жителей ходатайствовать о новом переселении, почему, на основании положения военного совета от 31 июля 1869 года, она должна была переселиться на реку Цымлу, к хутору Познякову, в юрт Филипповской станицы, от которого на поселение станицы и ее выгон отрезано до 7000 десятин, а таковое количество к юрту Филипповскому поступило из войскового запаса № 17. Сюда станица Гугнинская переселилась в 1875 году и названа Новоцымлянскою, по реке Цымле. Однако, такое название станица носила не более трех лет, потом была переименована в Баклановскую в память генерала Якова Петровича Бакланова, который был уроженцем этой станицы и сделал для нея очень много.
Есть предание, что первая церковь на втором месте поселения этой станицы была во имя Божией Матери в честь её чудотворной Казанской иконы и построена по благословению епископа Сарскаго и Подонскаго в 1715 году, что подтверждается и актами, находящимися в архиве Донской Духовной Консистории, из коих видно, что в 1726 году в Гугнинской станице действительно была Казанская церковь. 30 июня 1784 года Гугнинская станица доносит Преосвященному Тихону, Епископу Воронежскому, что они вместо обветшалой и тесной в станице их Казанской церкви желают построить в тоже наименование новую другую деревянную же церковь, на другом удобном месте, из соснового леса, с такою же колокольнею. И церковь эта была построена в 1785 году, освящена 5 июля 1786 года. В 1848 г. снова ветхости её были исправлены. С переходом станицы на настоящее место, зимою в 1876 году, церковь была перевезена, а 25-го апреля заложена и освящена 30 ноября того же 1876 г. Церковь эта однопрестольная, деревянная, с такою же колокольней и оградой, очень красивая, утварью достаточна. В хуторе Колодезном этой станицы есть тоже деревянная Рождество-Богородицкая церковь.
Значительных пожаров в этой станице не было, но было большое наводнение в 1849 году. В этом же году станицу посетила холера; от неурожаев станица страдала в 1848, 1863 и 1886 годах.
Название местностей:
балки: Кандаурова, Чепурья;
курганы; Селиванов, Абраим, Романов, Петров, Частые, Агапов;
урочища; Петров, Колок луки; Потящев яр, Пышкина, Яблочная, Голый кут, Черячукина, Серебрянка, Караички, Кайдал, Запертая, Черленая, Рубежная, Карасев, Долгий, Бояринов.
Из урочищ особенно замечательна с правой стороны Дона высокая песчаная насыпь, под названием "Кучугурина-Савина". Сохранилось предание, что около этой насыпи некогда расположены были татарские поселения. В луке же Серебрянке, есть небольшая возвышенность, под названием "Черкесский бугор", на коем, по преданию, жили некогда черкесы. В луке Яблочной, над старым Доном, есть местность, носящая название "Осадные юрты", в которых во время набегов черкес и татар нередко казаки спасались с семействами и имуществом.
Близ Сизовой почты казаком Ромашковым выпаханы были палаш и медный клинок очень больших размеров от старинной сабли и несколько стрел. Близ же урочища Червленого в песчаном берегу реки Дона недавно оказалось очень много окаменелых костей допотопных животных громадных размеров.
В Гугнинской станице числилось:
в 1746 г. дворов 77, мужского пола, 305, женского пола 228;
в 1747 году дворов 77, муж. пола 325 жен.пола 310;
в 1768 году дворов 142, муж. пола 325, жен. пола 395;
в 1798 году дворов 138, муж. пола 607, жен. пола 617;
в 1800 г. дворов 156, муж. пола 586, жен. пола 596; так же за станицею числилось приписных малороссиян: дворов 6, муж. пола 38, жен. пола 19.

Под 1760 годом в этой станице встречаются следующие фамилии (по данным исповедных росписей за 1760-1763 годы): Бакланов, Бармин, Жирок, Забабурин, Кабанов, Калмыков, Клепичев, Коровин, Краюшкин, Наседкин, Пермяков, Пичков, Полубед, Поляков, Прогорелов, Сударкин, Татаров, Урвыт, Хорелков, Хохлачев, Хуравлев, Чаплин, Чарбин, Чернобородов.

## Население
В 1768 году в станице Гугнинской числилось 26 служилых казаков и 30 отставных.
Согласно списку населенных мест земли Донского Войска в 1859 году в станице Гугнинской Второго Донского округа, расположенной при реке Дон, было 206 дворов, 436 жителей мужского пола, 532 женского и всего 968 человек.
Согласно списку населенных мест земли Донского Войска в 1873 году в станице Гугнинской Второго Донского округа, расположенной при реке Дон, было 168 дворов, 352 жителей мужского пола, 408 женского и всего 460 человек.
Согласно переписи населения 1897 года в хуторе Старо-Гугнинском Баклановской станицы Первого Донского округа было 71 двор, 208 жителей мужского пола, 222 женского и всего 430 человек.. Приписано к хутору было на 24 человека больше. Большинство населения было неграмотное. Грамотных же было 89 мужчин и 20 женщин, это, в основном, казаки и казачки, получившие образование в школах низшей ступени. Основной род занятий у хуторян - земледелие, из ремесленников был 1 сапожник и 19 человек, занимавшихся скотоводством. Сословный состав - 389 человек местных крестьян, 23 человека казаки ОВД, 19 инородцев, 6 человек дворяне и 3 человека мещан. По вероисповеданию - почти все православные, и было 19 человек калмыков-ламаитов.
Согласно алфавитному списку населенных мест в 1912 году в в хуторе Гугнинском Баклановской станицы было 38 дворов, 138 жителей мужского пола, 142 женского и всего 280 человека.. В хуторе располагались хуторское правление. Жители хутора числились прихожанами церкви Филипповской станицы.

### Численность
| Год             | 1746 | 1768 | 1800 | 1859 | 1867 | 1873 | 1897 | 1912 |
| население, чел. | 533  | 720  | 1182 | 968  | 898  | 760  | 430  | 280  |

## Знаменитости
Бакланов Яков Петрович (1809-1873), генерал-лейтенант, родившийся в станице Гугнинской.
Ефремов Иван Ефремович (1774-1843), генерал-лейтенант, родившийся в хуторе Обливном Гугнинской станицы. Похоронен в самой станице у стен местной церкви. В Донских Епархиальных ведомостях неоднократно были сообщения о необходимости переноса могилы генерала, т.к. она уже занесена 7 метровым слоем песка. 4 октября 1911 года его прах был перенесен в усыпальницу Новочеркасского Кафедрального Собора.